# 베요네타
베요네타(일본어: ベヨネッタ, Bayonetta)는 플래티넘게임즈가 개발한 핵 앤드 슬래시 비디오 게임 시리즈이다. 이 시리즈는 베요네타와 함께 2009년 첫 선을 보였다. 후속작 베요네타 2는 2014년에 잇따라 출시되었다. 베요네타 3는 현재 개발 중이다. 이 세 게임 모두 베요네타라는 주인공을 등장시킨다.

## 게임
- 베요네타 (비디오 게임)
- 베요네타 2

## 평가
| 게임       | 연도 | 메타크리틱                                                              |
| ---------- | ---- | ----------------------------------------------------------------------- |
| 베요네타   | 2009 | PS3: 87/100 X360: 90/100 WIIU: 86/100 PC: 90/100 NS: 84/100 PS4: 81/100 |
| 베요네타 2 | 2014 | WIIU: 91/100 NS: 92/100                                                 |